# 日语罗马字
日语罗马字（日语：／ Rōmaji，發音：[ɾoːma(d)ʑi] ⓘ 或 [ɾoːmaꜜ(d)ʑi]）是使用拉丁字母来拼写日语的文字系統。日语罗马字共有三种：平文式罗马字（又音译为黑本式、黑奔式、赫本式， Hebon-shiki Rōmaji）、日本式罗马字（ Nihon-shiki Rōmaji）、训令式罗马字（ Kunrei-shiki Rōmaji）。平文式罗马字和训令式罗马字为日本主要使用的两种罗马字，日本式罗马字较少使用。

## 羅馬字的歷史
1591年用古葡萄牙式罗马字出版的是现存的最古老的罗马字文章。葡萄牙式和荷兰式罗马字并不是与假名一对一的，只在传教士和学者中等有限的范围内使用。
最初和假名一对一對應的日語羅馬字，是1867年詹姆斯·柯蒂斯·赫本于《日英语林集成》（「和英語林集成」）第1版中使用的罗马字，所以被称为平文（黑本）式罗马字。赫本式罗马字是以英语发音作依据而設計。
1885年田中館愛橘按照音位学理论设计了日本式罗马字。堅持一音位對應一字母。其設計比較像音標，而不是文字。字母發音对英语使用者来说也較难以接受。
1937年的日本《内閣訓令第3号》颁布了以日本式罗马字为基础的训令式罗马字。
第二次世界大战后，在美国统治下由于平文式罗马字再次兴起而产生了混乱。1937年的《内閣訓令第3号》废止，1954年作为《内閣告示第1号》又重新公布，但是赫本式罗马字因為出于国际的关系及以前的惯例难以改变的情况下而無法作為國際標準，实际上鼓励使用训令式。
1989年，国际标准化组织（ISO）采用训令式罗马字作为ISO3602标准。但是，由于平文式罗马字使用占优，一些学者认为该标准已不符合实际情况，需要修改为平文式为主。
在各種標准确定以前，存在著各种各样的受西欧诸语言影响的羅馬字标记法，一直到現在都殘留著。

## 羅馬字的標準

### 日本国内標準
日本国内的標準是1954年由内閣頒布的訓令式羅馬字。

### 国際標準
國際標準是由国际标准化组织（ISO）在1989年認可的ISO3602標準。

### 英美標準
- 英国標準協会制定的英国標準
- 美国国家标准学会制定的美国標準

兩者的內容並無不同。美国標準在1994年已經停止使用。

### 其它方式
一些團体制定了自己的羅馬字轉寫方式，用於團体的內部使用。

#### 外務省平文式羅馬字
日本外務省制定了以平文式羅馬字為基礎的轉寫方式，用來記載護照上的姓名時使用。基本上規定長音是不被標注的，但在2000年4月1日開始，申請護照時，姓名中含有「おう」（OU）或是「おお」（OO）的長音時，可以自行選擇登記為「O」或是「OH」的方式。另外在2005年年度中（时間不確定），如果本人不希望使用外務省赫本式羅馬字來轉寫自己的名字，也可以在名字後面用括號標出，例如：例：譲二 Joji（George）。同年4月1日開始，由於戶籍上姓名的變更，接受希望以「OH」登記者的人更改（其他還有由鈴木改變成佐藤「SATOH」的登記方式等），但是曾經有人因為家族中有人登記「SATOH」與登記「SATO」的人，曾經在前往他國審查時發生問題，所以也建議同一家族最好都使用相同的登記方式。

#### 道路標識平文式羅馬字
与外務省平文式羅馬字类似，长音也是不被标注的。

## 羅馬字的使用

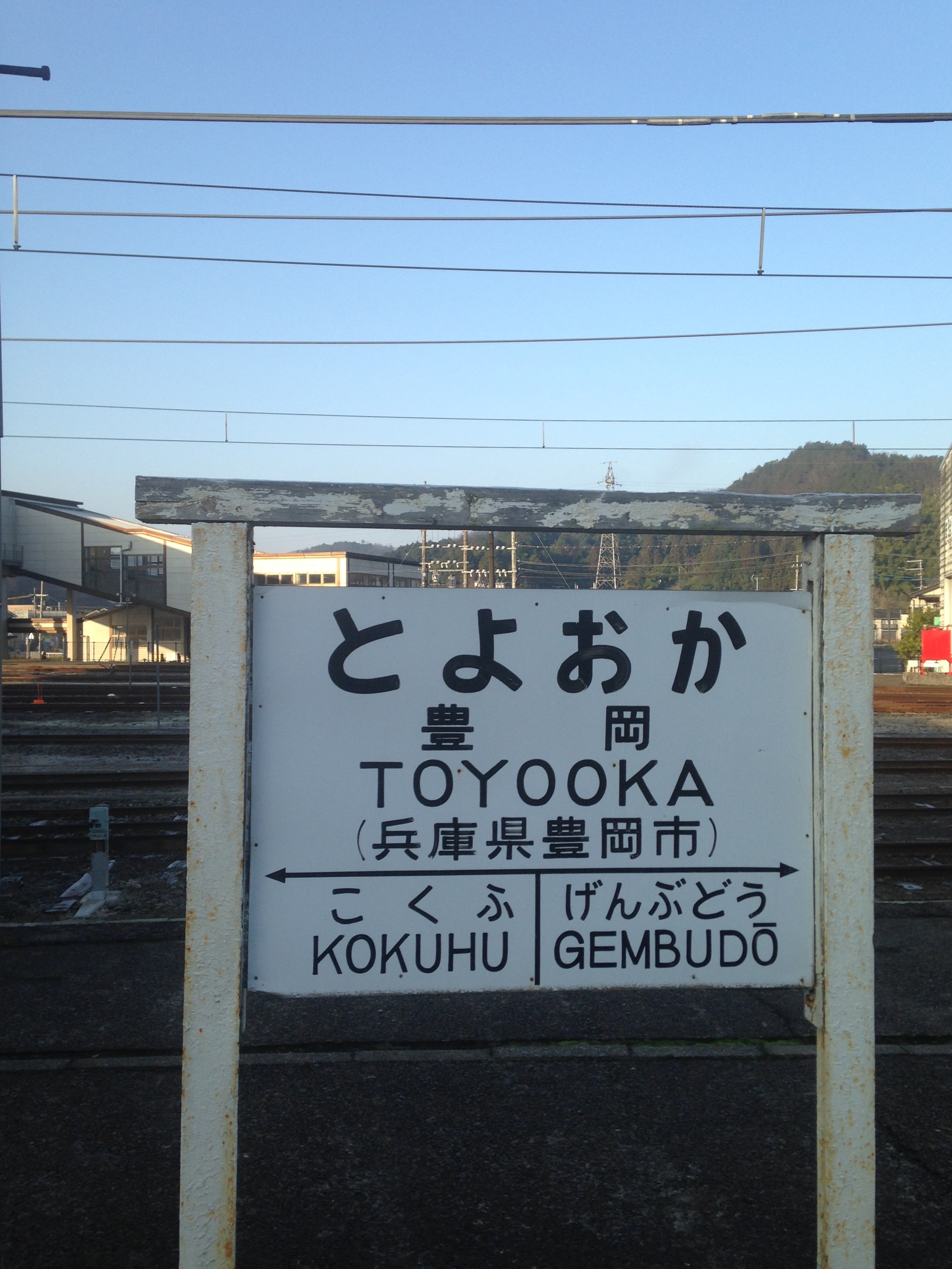
豐岡站月臺上的舊國鐵式站名板表示羅馬化不一致，相鄰的兩站中國府站的羅馬字採用訓令式“KOKUHU”，玄武洞站的羅馬字則採用平文式“GEMBUDŌ”

受英语文化影响，日本人主要使用平文式罗马字。1970年的日本护照法规则中采用平文式表记人名。2002年11月1日起，日本允许使用罗马字登记公司名称。